# اهبارن (أكلموس)
اهبارن هي إحدى مشيخات المملكة المغربية، تتبع جغرافيا لإقليم خنيفرة وإداريًا لأكلموس. يقدر عدد سكانها بـ 4799 نسمة حسب الإحصاء الرسمي للسكان والسكنى لسنة 2004.